# Valter Flego
Valter Flego (Kopar, 15. kolovoza 1972.), hrvatski političar, od svibnja 2013. istarski župan. Član je IDS-a.

## Obrazovanje
Osnovnu školu i prva dva razreda srednje škole je završio u Buzetu, a 3. i 4. u Rijeci; stekao je zvanje strojarskog tehničara. U Rijeci je 1991. upisao i studij strojarstva, gdje je diplomirao 1996. Za uspjehe na studiju je dobio Rektorovu nagradu Sveučilišta u Rijeci kao najbolji student Tehničkog fakulteta, te Nagradu Grada Buzeta za izuzetne rezultate u nastavnim i vannastavnim aktivnostima. Nakon studija se zapošljava u Istarskom vodovodu. Godine 2000. stječe na Ekonomskom fakultetu u Rijeci znanstvenu titulu magistra ekonomskih znanosti (mr. sc.).

## Politička karijera
Nakon lokalnih izbora 2001. postaje gradonačelnikom Buzeta. Nakon lokalnih izbora 2005. jednoglasno je od strane Gradskog vijeća ponovno izabran za gradonačelnika Buzeta. Godine 2009. godine, na prvim neposrednim izborima za gradonačelnika, dobiva povjerenje preko 84% glasača, čime postiže najbolji rezultat od svih gradova u Hrvatskoj. Na lokalnim izborima 2013. u utrci za župana pobjeđuje donedavnog stranačkog kolegu Damira Kajina. Oko mjesta istarskog župana je nastao sukob u vladajućoj Kukuriku koaliciji, pa su Flegu podržali IDS, HNS i Zeleni, dok je Kajin imao podršku SDP-a, HSU-a, SDSS-a, HSLS-a i SDA Hrvatske.
Na izborima za Europski parlament 2019. godine osvojio je mandat u Europskom parlamentu. Nalazio se na listi Amsterdamske koalicije koja je osvojila 5,19% glasova. Flego je od toga osvojio 38,03% preferencijalnih glasova. Na izborima za Europski parlament 2024. godine je kao glavni kandidat tzv. "Fair play" liste koju su podržali IDS, Samostalna srpska demokratska stranka, HSLS, HNS, Reformisti, Nezavisna platforma Sjever, Unija, Demokrati i Istarska stranka umirovljenika osvojio 18.800 preferencijalnih glasova, ali ukupnih 47.000 glasova koji su pali za tu listu nisu bili dovoljni za prolazak u Europski parlament.

## Kontroverze
Flego je 2013. izazvao kontroverze izjavama da neće dopustiti skupljanje potpisa za referendum o dvojezičnosti u Vukovaru, čime je izazvao reakcije organizatora i pobornika tog referenduma.
Protiv Flege je 2013. USKOK pokrenuo istragu, a 2014. i podignuo optužnicu. Stavlja se na teret da je od 11. ožujka 2010. do 30. svibnja 2013. sebi i suradnicima protuzakonito povećao plaće.

## Osobni život
Od 2002. godine je oženjen. Supruga Branka je učiteljica u područnoj školi u Vrhu. Imaju 2 sina.